# Iside (figlia di Ramses VI)
Iside (... – Tebe, ...; fl. XII secolo a.C.) è stata una principessa egizia della XX dinastia.

## Biografia
La principessa Iside fu figlia del faraone Ramses VI e della Grande Sposa Reale Nubkhesbed, nonché sorella del faraone Ramses VII.
Iside fu la prima a portare, dopo più di due secoli, il rinnovato titolo di Divina Sposa di Amon, insieme a quello di Divina Adoratrice di Amon: entrambi avevano avuto una grande importanza agli inizi della XVIII dinastia (esempio notevole quello della potentissima regina Ahmose Nefertari), ma erano successivamente caduti in disuso. Dalla principessa Iside in poi, tale titolo divenne sempre più influente, raggiungendo il culmine del proprio prestigio e potere durante il Terzo periodo intermedio dell'Egitto. Iside fu probabilmente la prima Divina Sposa di Amon a vivere nel celibato (le precedenti detentrici erano state tutte regine consorti, Grandi Spose Reali).
La principessa Iside compare su una stele proveniente da Copto, ora al Manchester Museum (inv. 1781). La sua investitura nel sommo incarico sacerdotale femminile è commemorata su un blocco di pietra scoperto a Dra Abu el-Naga: il suo nome è inscritto all'interno di un cartiglio, prerogativa regale.